# Theodor Becker
Theodor Becker (23 de junio de 1840 en Plön - 30 de junio de 1928 en Liegnitz) fue un ingeniero civil y entomólogo alemán principalmente conocido por su trabajo con las moscas.
Él trabajó con Paul Stein, Mario Bezzi, y Kálmán Kertész en Katalog der dipteren Paläarktischen publicado en Budapest desde 1903.

## Trabajos seleccionados
- 1902. Die Meigenschen Typen der sog. Musciden Acalyptratae (Muscaria, Holometopa).Zeitschrift für systematische Hymenopterologie und Dipterologie 2: 209-256, 289-320, 337-349.
- 1903. Die Typen der v. Roser’schen Dipteren-Sammlung in Stuttgart. Diptera Cyclorrhapha Schizophora. Jahreshefte des Vereins für Vaterländische Naturkunde in Württemberg 59: 52-66.
- 1903. Aegyptische Dipteren gesammelt und beschrieben (Fortsetzung und Schluss).Mitteilungen aus dem zoologischen Museum in Berlin 2(3): 67-192.
- 1905. Cyclorrhapha Schizophora: Holometopa. In Becker, T., Bezzi, M., Kertész, K.& Stein, P. (eds): Katalog der paläarktischen Dipteren. Vol. 4, 272 pp., G. Wesselényi in Hódmezövásárhely, Budapest.Bibliography 330
- 1907 Zur Kenntnis der Dipteren von Zentral Asien. - I. Cyclorrhapha Schizophora,Holometopa und Orthorrhapha Brachycera. Annuaire du Musée Zoologique de l.Académie Impériale des Sciences de St.-Pétersbourg 12: 253-317.
- 1907 Die Ergebnisse meiner dipterologischen Frühjahrsreise nach Algier und Tunis 1906. Zeitschrift für systematische Hymenopterologie und Dipterologie 7: 369-407.
- 1907. Ein Beitrag zur Kenntnis der Dipterenfauna Nordsibiriens. Résultats scientifiques de l’Expédition polaire Russe en 1900-1903, sous la direction du Baron E. Toll. Section E: Zoologie. Volume I. Livr.10. Mémoires de l.Académie Impériale des Sciences de St. Pétersbourg, VIII Série, Classe Physico-Mathématique 18(10): 1-6.
- 1908. Dipteren der Kanarischen Inseln. Mitteilungen aus dem zoologischen Museum in Berlin 4(1): 1-180.
- 1908. Dipteren der Insel Madeira. Mitteilungen aus dem zoologischen Museum in Berlin 4(1): 181-206.
- 1909. Collectionis recueillis par M. Maurice de Rothschild dans l’Afrique orientale anglaise. Insectes: Diptères nouveaux. Bulletin du Muséum National d.Histoire Naturelle,Paris 15: 113-121.
- 1910. Voyage de M. Maurice de Rothschild en Éthiopie et dans l’Afrique orientale(1904-1906). Diptères nouveaux. Annales de la Société Entomologique de France 79: 22-30.
- 1910. Dipteren aus Südarabien und von der Insel Sokótra. Denkschriften der Kaiserlichen Akademie der Wissenschaften, Wien, Mathematisch-Naturwissenschaftliche Klasse,71: 1-30.
- 1910. Dipterologische Sammelreise nach Korsika (Dipt.). I. Orthorrhapha brachycera.Deutsche Entomologische Zeitschrift 6: 635-665.
- 1910. 1910 Chloropidae. Eine monographische Studie. Archivum Zoologicum Budapest 1:23-174
- 1913. Dipteren aus Marokko. Annuaire du Musée Zoologique de l.Académie Impériale de Sciences de St.-Pétersbourg 18: 62-95.
- 1916. Fauna Faeröensis. Orthorrhapha Brachycera, Cyclorrhapha aschiza und Schizophora(excl. Anthomyiinae). Zoologische Jahrbücher, Abteilung für Systematik, Geographieund Biologie der Tiere, Jena 39:121-134.
- 1920. Diptères brachycères. Mission du Service Géographique de l.Armée pour la mesure d.un arc de Méridien Equatorial en Amérique du Sud, 1899-1906, 10(1919)(2):163-215.
- 1922. Diptères. In: Extrait du voyage de M. le Baron Maurice de Rothschild en Éthiopie et en Afrique Orientale Anglaise (1904-1905). pp. 796–836, Imprimerie Nationale, París.

## Colección
La colección de Becker se encuentra en el Museo de Historia Natural de Berlín.